# Mônaco nos Jogos Olímpicos de Verão de 2008
Mônaco participou dos Jogos Olímpicos de Verão de 2008, em Pequim, na China. O país estreou nos Jogos em 1920 e essa foi sua 19ª participação.

## Desempenho

### Atletismo
Masculino
| Atleta            | Prova | Elim. | Elim. | 1/4 de final | 1/4 de final | Semifinal   | Semifinal   | Final       | Final       |
| Atleta            | Prova | Res.  | Pos.  | Res.         | Pos.         | Res.        | Pos.        | Res.        | Pos.        |
| ----------------- | ----- | ----- | ----- | ------------ | ------------ | ----------- | ----------- | ----------- | ----------- |
| Sébastien Gattuso | 100 m | 10.70 | 59    | Não avançou  | Não avançou  | Não avançou | Não avançou | Não avançou | Não avançou |

### Halterofilismo
Masculino
| Atleta            | Prova  | Arranque | Arranque | Arremesso | Arremesso | Total | Pos. |
| Atleta            | Prova  | Res.     | Pos.     | Res.      | Pos.      | Total | Pos. |
| ----------------- | ------ | -------- | -------- | --------- | --------- | ----- | ---- |
| Romain Marchessou | -77 kg | 110      |          | 140       |           | 250   | 24   |

### Judô
Masculino
| Atleta        | Categoria | Preliminar             | 1/16 de final             | 1/8 de final           | 1/4 de final           | Semifinais             | Final                  |
| Atleta        | Categoria | Adversário e resultado | Adversário e resultado    | Adversário e resultado | Adversário e resultado | Adversário e resultado | Adversário e resultado |
| ------------- | --------- | ---------------------- | ------------------------- | ---------------------- | ---------------------- | ---------------------- | ---------------------- |
| Yann Siccardi | −60 kg    |                        | GBR C. Fallon D 0000-1010 | Não avançou            | Não avançou            | Não avançou            | Não avançou            |

### Remo
Masculino
| Atleta          | Prova         | Elim.   | Elim. | 1/4 de final | 1/4 de final | Semifinais | Semifinais | Final   | Final |
| Atleta          | Prova         | Tempo   | Pos.  | Tempo        | Pos.         | Tempo      | Pos.       | Tempo   | Pos.  |
| --------------- | ------------- | ------- | ----- | ------------ | ------------ | ---------- | ---------- | ------- | ----- |
| Mathias Raymond | Skiff simples | 7:51.69 | 4     | 7:11.66      | 5 (C/D)      | 7:33.06    | 5 (C/D)    | 7:14.27 | 4 (D) |

### Tiro
Feminino
| Atleta           | Prova               | Qual.  | Qual. | Final       | Final       | Pos. |
| Atleta           | Prova               | Escore | Pos.  | Escore      | Pos.        | Pos. |
| ---------------- | ------------------- | ------ | ----- | ----------- | ----------- | ---- |
| Fabienne Pasetti | Carabina de ar 10 m | 387    | 41    | Não avançou | Não avançou | 41   |

Legenda
| Recorde mundial      | Recorde mundial (World record)               |                       | Recorde africano                      | Recorde africano (African) |                                           | Q | Classificado por posição (Qualified) |
| Recorde olímpico     | Recorde olímpico (Olympic record)            | Recorde da América    | Recorde da América (Americas)         | q                          | Classificado por melhor tempo (Qualified) |   |                                      |
| Melhor marca do ano  | Melhor marca do ano (World leading)          | Recorde asiático      | Recorde asiático (Asian)              | DNS                        | Não largou (Did not start)                |   |                                      |
| Recorde nacional     | Recorde nacional (National record)           | Recorde europeu       | Recorde europeu (European)            | DNF                        | Não terminou (Did not finish)             |   |                                      |
| Recorde pessoal      | Recorde pessoal do atleta (Personal best)    | Recorde da Oceania    | Recorde da Oceania (Oceania)          | DSQ / DQ                   | Desclassificado (Disqualified)            |   |                                      |
| Recorde da temporada | Recorde da temporada do atleta (Season best) | Recorde sul-americano | Recorde sul-americano (South America) | NM                         | Sem marca (No mark)                       |   |                                      |

### Remo
| S | Classificado(a) para as semifinais |    |                        | FA | Final A (disputa de medalhas) |  |  | FD | Final D (sem medalhas) |
| Q | Classificado(a) para as quartas    | FB | Final B (sem medalhas) | FE | Final E (sem medalhas)        |  |  |    |                        |
| R | Classificado(a) para a repescagem  | FC | Final C (sem medalhas) | FF | Final F (sem medalhas)        |  |  |    |                        |